# Teatro Principal (Palma de Mallorca)
El teatro Principal de Palma de Mallorca (en catalán, Teatre Principal) es un centro de arte dramático situado en la capital de las Islas Baleares (España). Fue inaugurado en 1857.

## Historia
El Teatro Principal sustituyó a la Casa de les Comèdies (en castellano Casa de las Comedias), una institución ciudadana creada en el siglo XVII. Inicialmente recibió el nombre de Teatro de la Princesa; en 1858 se representó la obra Macbeth, de Shakespeare con música de Verdi, y tras la quinta representación un incendio destruyó el edificio. Fue restaurado rápidamente, y en el año 1860 la reina Isabel II lo re-inauguró bajo el nombre de Teatro Príncipe de Asturias, nombre que mantuvo hasta 1868. La primera obra que se representó fue La campana de la Almudaina, de Joan Palou i Coll. A partir de 1870 actuaron varias compañías italianas (como la de Achile Mayeroni y Giacinta Pezzana), que representaron los éxitos de la época. En las últimas décadas del siglo XIX y las primeras del XX, la ópera y la zarzuela alternaron con el teatro, siendo un edificio referente en el mundo cultural de la ciudad.
Durante la Guerra Civil hizo varias representaciones el Teatro Azul. En el año 1949 la Compañía Artis (1949-1969) se convierte en propietaria del teatro, y aprovecha el lugar para estrenar allí cada año cuatro o cinco obras de teatro regional, alternándose con compañías castellanas de gira. Durante algunos años, el actor y humorista Xesc Forteza dirigió la compañía Artis. Entre los años 1970 y 1975 el teatro estuvo cerrado por obras, que fueron financiadas por la Diputación provincial. En ese mismo año la diputación adquirió la mayor parte de las acciones del edificio, volviéndose este público, como ente público perteneciente al Consejo Insular de Mallorca. Desde 1977 se han realizado representaciones de artes escénicas de todo tipo en diversas lenguas: teatro, ópera, zarzuela, danza o revista entre otras.
Paralelamente se creó el Coro del Teatre Principal de Palma, para actuar en las Temporadas de Ópera del Teatro Principal y zarzuela que a día de hoy suman 32 ediciones.
En el año 2001, el Pleno del Consejo Insular de Mallorca, acordó crear la Fundación Teatre Principal de Palma, ente que dotaría de mejor gestión en la institución. Esta Fundación acordó cerrar el teatro para acometer una gran reforma, desde el año 2001 al año 2007. Durante este tiempo continuó toda su actividad en escenarios alternativos. Reabierto en 2007, con gran éxito y con todo tipo de nueva tecnología, continúa su gestión con una programación que acoge todo tipo de repertorio plural.

## Directores del teatro
Han sido directores del teatro, desde que éste es público: 
- Serafín Guiscafré desde 1978 al 1993
- Miquel Vidal
- Pere Noguera
- Joan Gomila
- Gabriel Coll
- Joan Arrom
- Guillem Roman desde 2010 a 2011
- Margarita Moner desde 2011 a 2015
- Rafel Creus desde 2015 a 2016
- Carlos Forteza y Mónica Pérez desde 2016 a 2019
- Josep Ramón Cerdà y Marta Ferrer desde 2019 a 2023
- Miguel Martorell (actualidad) desde 2024